# Trithemis morrisoni
Trithemis morrisoni là loài chuồn chuồn trong họ Libellulidae. Loài này được Damm & Hadrys mô tả khoa học đầu tiên năm 2009.